# Luis Cernuda

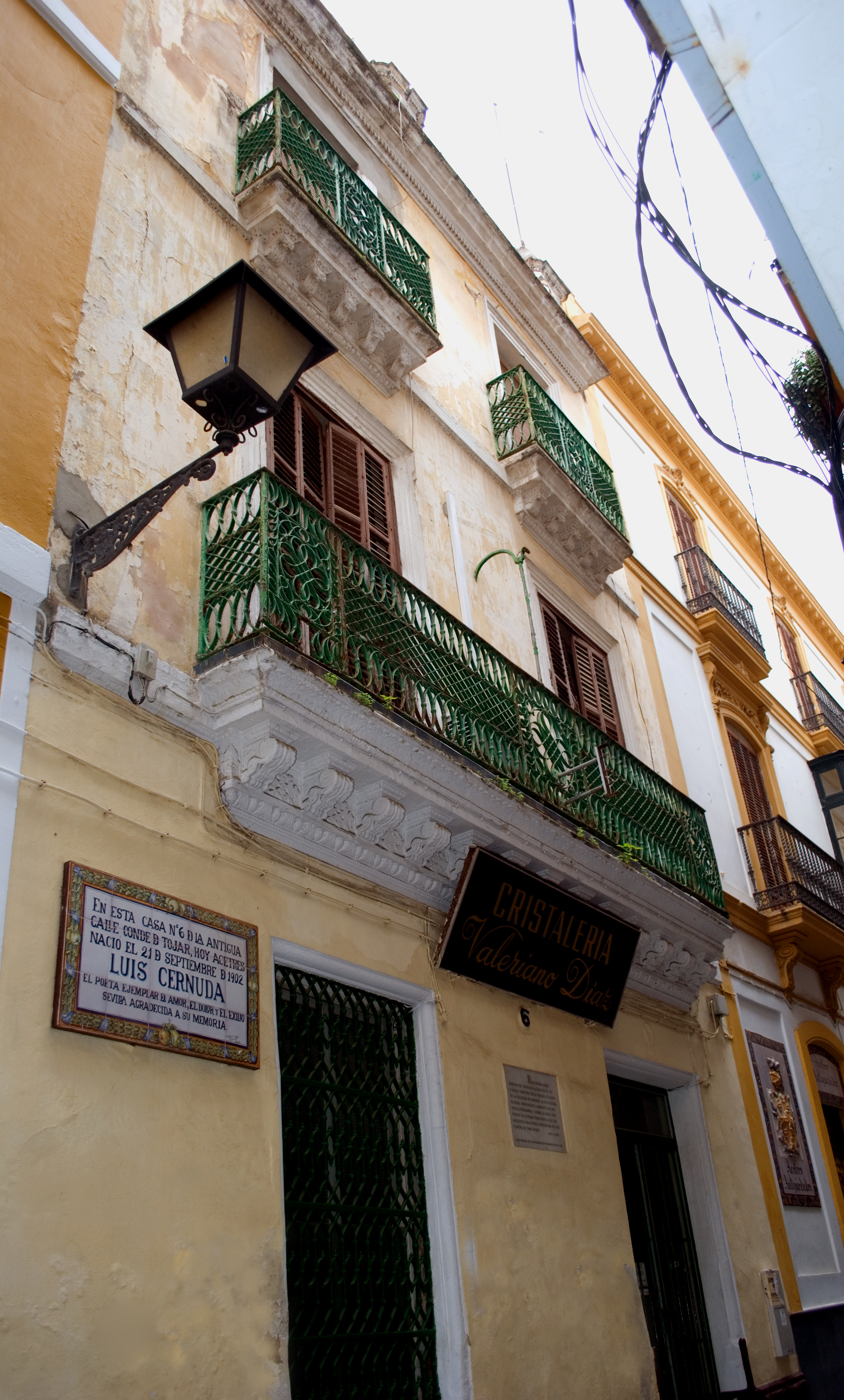
Geburtshaus von Luis Cernuda in Sevilla

Luis Cernuda (* 21. September 1902 in Sevilla; † 5. November 1963 in Mexiko-Stadt) war ein spanischer Schriftsteller, Dichter und Literaturkritiker.

## Leben
Cernuda wurde in Sevilla geboren. Nach seiner Schulzeit studierte er an der Universität Sevilla. Dort lernte er den Dichter und Literaturprofessor Pedro Salinas kennen. Nach dem Tod seiner Mutter im Jahre 1928 verließ Cernuda Sevilla und zog nach Madrid, wo er schnell Mitglied in der damaligen Literaturszene wurde. Cernuda gehörte zur Gruppe Generación del 27 in Spanien, zu der auch Federico García Lorca gehörte. Cernuda erhielt für ein Jahr eine Anstellung an der Universität Toulouse. Während des Spanischen Bürgerkrieges war er Mitglied der Allianz der antifaschistischen Intellektuellen und ab 1938 als Lehrer an der Cranleigh School in England tätig, wo er Spanisch und Literatur unterrichtete. Nach dem Zweiten Weltkrieg ging Cernuda 1947 für einige Jahre nach Holyoke, Massachusetts, in die Vereinigten Staaten, wo er am Mount Holyoke College tätig war. Danach zog Cernuda nach Kalifornien und schließlich nach Mexiko, wo er bis zu seinem Lebensende in Mexiko-Stadt lebte.
Cernuda schrieb mehrere Gedichte wie beispielsweise Los placeres prohibidos (engl.: Forbidden Pleasures). Er übersetzte verschiedene Gedichte und Werke in die spanische Sprache. Cernuda lebte in seinen späten Lebensjahren offen homosexuell.

## Auszeichnungen
- 2004: Lambda Literary Award für Written in Water (City Lights Publishers)

## Werke
- Das Wirkliche und das Verlangen. 1. Auflage. Reclam, Leipzig 1978 (Gedichte).
- Wirklichkeit und Verlangen. 1. Auflage. Suhrkamp, Frankfurt am Main 2004, ISBN 3-518-41591-3 (Gedichte in Spanisch und Deutsch).
- Gedichte: Ocnos, Variaciones sobre un tema Mexicano, Written in Water (Lambda Literary Award)
- Literaturkritik: Literatura Poesia I & II